# Hochalmbahn
| Talstation der Hochalmbahn, davor die Hochalm, am Kamm das Kreuzeck (2010) |                                                                                 |
| Lage:                                                                      | Garmisch-Partenkirchen BY D                                                     |
| Gebirge:                                                                   | Wettersteingebirge, Alpen                                                       |
| Gesamtlänge:                                                               | 925 m                                                                           |
| Höhendifferenz:                                                            | 334 m 1700 m {\displaystyle \mathrm {\nearrow } } 2.033 m                       |
| Talstation:                                                                | 47° 26′ 27,8″ N, 11° 3′ 44,6″ O                                                 |
| Bergstation:                                                               | 47° 26′ 21,2″ N, 11° 3′ 4,4″ O                                                  |
| Technische Daten                                                           |                                                                                 |
| Dauer:                                                                     | 4 Minuten                                                                       |
| Geschwindigkeit:                                                           | 8,0 m/s                                                                         |
| Beförderungsleistung:                                                      | 750 Personen/h                                                                  |
| Seilbahnstützen:                                                           | 1                                                                               |
| Hintergrund                                                                |                                                                                 |
| Besitzer:                                                                  | Bayerische Zugspitzbahn Bergbahn AG, Garmisch-Partenkirchen Bayern, Deutschland |
| Eröffnung:                                                                 | 1973                                                                            |
| Kontakt:                                                                   | zugspitze.de                                                                    |

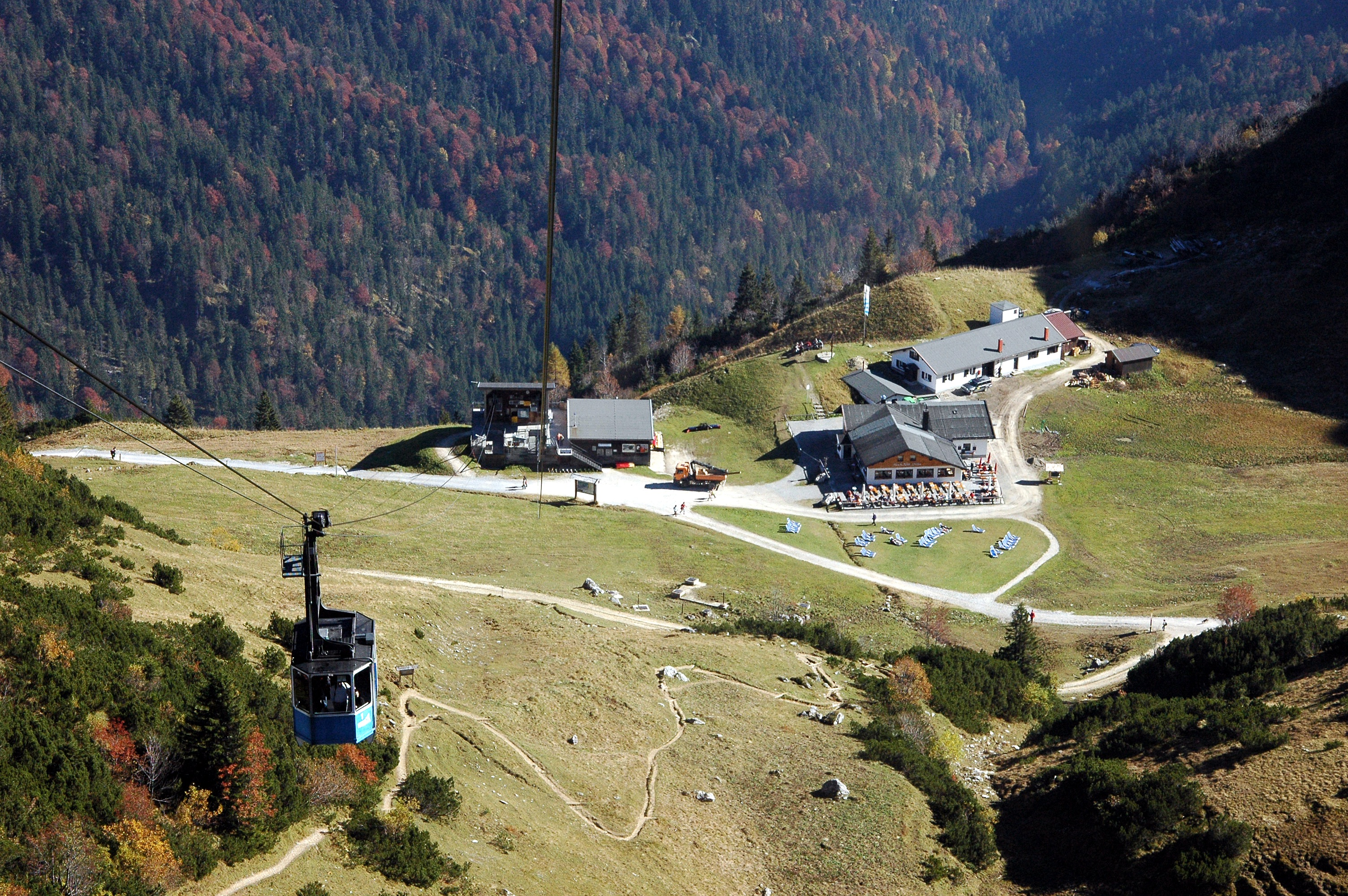
Fahrt mit der Hochalmbahn: unten die Talstation, daneben die Hochalm (2010)

Die Hochalmbahn ist eine Luftseilbahn von der Hochalm zum Osterfelderkopf nahe der Alpspitze, südlich von Garmisch-Partenkirchen. Die von Hölzl Seilbahnbau errichtete Pendelbahn wurde 1973 eröffnet und wird von der Bayerischen Zugspitzbahn Bergbahn AG betrieben.
Die Talstation liegt auf 1700 m ü. NHN und 50 m nördlich der Berggaststätte Hochalm. Auf einer Länge von 925 m überwindet die Bahn einen Höhenunterschied von 334 m bis zur auf 2033 m gelegenen Bergstation, die sie sich mit der Alpspitzbahn teilt.

## Technische Details
Zwei Kabinen auf getrennten Fahrbahnen fassen je 44 Personen und den Kabinenbegleiter und fahren an je einem 48 mm starken Tragseil, die von einer 23 m hohen Stütze getragen werden und eine maximale Fahrbahnneigung von 33° haben. Das 24 und 25 mm starke Zugseil wird von dem in der Bergstation gelegenen 192 kW starken Hauptantrieb in Bewegung gesetzt. Der dieselbetriebene Notantrieb hat eine Leistung von 73 kW. Mit 8 m/s werden die Passagiere innerhalb von vier Minuten befördert, wodurch eine maximale Förderleistung von 750 Personen pro Stunde und Richtung erreicht werden kann. Die Bahn ist für den Betrieb ohne Kabinenbegleitpersonal ausgelegt.